# Raymond Gniewek
Raymond Arthur Gniewek (* 13. November 1931 in East Meadow, New York; † 1. Oktober 2021 in Naples, Florida) war ein US-amerikanischer Geiger.
Gniewek hatte ab dem fünften Lebensjahr Violinunterricht bei seinem Vater, studierte an der Eastman School of Music und war Schüler von Albert Pratz. Im Alter von achtzehn Jahren holte ihn Erich Leinsdorf als stellvertretenden Konzertmeister zum Rochester Philharmonic Orchestra. 1957 wurde er als jüngster und als zweiter in den USA geborener Geiger (nach Nahan Franko) Konzertmeister des Metropolitan Opera Orchestra. Er hatte diese Stelle bis zum Jahr 2000 inne, arbeitete in dieser Zeit mit Dirigenten wie Dimitri Mitropoulos, Karl Böhm, Herbert von Karajan, Leonard Bernstein und James Levine und wirkte an der Aufführung von mehr als 100 Opern mit. Nach 2000 arbeitete er mit verschiedenen Festival- und Opernorchestern zusammen.
Gniewek war in zweiter Ehe mit der Sängerin Judith Blegen verheiratet. Seine Schwester ist die Celesta- und Glasharmonikaspielerin Cecilia Brauer.